# 田中美菜子
田中 美菜子（たなか みなこ）は、日本の漫画家である。
岩手県盛岡市出身。立教大学卒。現在も、岩手県盛岡市在住。
1987年に集英社「セブンティーンDX」から『演劇少女M』でデビュー。翌年からは同社「マーガレット」「ザ・マーガレット」等で長年執筆。
2005年からはフリーになり、少女漫画の他4コマ漫画家としても活動している。

## 作品リスト
- 3時になったらパブロフの犬（1991年）
- STRONG BEAUTY（1994年）
- レモネード（1995〜97年・全8巻）
- ピースを探せ!!（1997〜98年・全2巻）
- ハッピーはそこにある（1999年）
- フラワーズ（1999年）
- かわいいひと（2000年）
- イチゲキ！（2001年）
- さんかくケーキ（2002年）
- カム・カム・ビギナーズ（2002年）
- こんな私とあんな奴（2004年・以上全て集英社マーガレットコミックス）
- 小公女セイラ（2009〜10年・全2巻・タツミコミックス）ー2009年TBSで放送されたドラマのコミカライズ
- 他多数

### アンソロジー
- 東日本大震災チャリティー漫画本 PARTY! HANA[注 1][1]（2011年8月5日発売[2]、メディアパル、ISBN 978-4-89610-201-7）
  - ラビオリの夜[3]